# Myrnohrad
Myrnohrad (ukrainsk: Мирноград, russisk: Мирноград}), tidligere Dymytrov (ukrainsk: Димитров, russisk: Димитров), er en by af regional betydning i Donetsk oblast (provins) i Ukraine. 
Byen har en befolkning på omkring 46.904 (2021).

## Geografi
Byen ligger i Donbass i Donetsk oblast 52 km nordvest for oblastens centrum Donetsk og 7 km nordøst for nabokommunen Pokrovsk.
Landsbyen Switle (ukrainsk Світле) med omkring 1.000 indbyggere hører også til kommunen.
Byen var tidligere opkaldt efter Georgi Dimitrov (bulgarsk: Георги Димитров) - en fremtrædende bulgarsk og sovjetisk kommunistisk politiker, men blev omdøbt til Myrnohrad under dekommuniseringen i maj 2016. 
I modsætning til i de fleste større byer i Donetsk Oblast, afholdte den separatistiske Folkerepublikken Donetsk ikke   folkeafstemning om uafhængighed den 11. maj 2014  i Myrnohrad.